# Joanna Tyrowicz
Joanna Bożena Tyrowicz (ur. 25 listopada 1980 w Warszawie) – polska ekonomistka i nauczycielka akademicka, profesor nauk społecznych, profesor Uniwersytetu Warszawskiego. Członek Rady Polityki Pieniężnej w kadencji 2022–2028.

## Życiorys
Urodziła się 25 listopada 1980 w Warszawie. Ukończyła studia ekonomiczne na Uniwersytecie Warszawskim (2002) oraz na Katholieke Universiteit Leuven (2004). W 2006 doktoryzowała się na UW na podstawie napisanej pod kierunkiem Jerzego Wilkina dysertacji Uwarunkowania instytucjonalne procesów inwestycyjnych w Polsce. W 2013 habilitowała się na tej samej uczelni, przedstawiając rozprawę poświęconą histerezie bezrobocia w Polsce. W 2019 otrzymała tytuł profesora nauk społecznych.
Od 2006 związana zawodowo z macierzystą uczelnią, na której doszła do stanowiska profesora. Do 2017 pracowała na Wydziale Nauk Ekonomicznych, następnie zatrudniona w Katedrze Metod Ilościowych na Wydziale Zarządzania. Objęła stanowiska kierownika tej katedry oraz dyrektora grupy badawczej GRAPE (Group for Research in APplied Economics). W ramach stypendium Programu Fulbrighta w latach 2009–2010 przebywała na Uniwersytecie Columbia. W latach 2007–2017 pracowała równocześnie jako doradczyni w Instytucie Ekonomicznym Narodowego Banku Polskiego. Była również konsultantką Banku Światowego i wykładowczynią na Uniwersytecie w Trewirze. Stanęła na czele Fundacji Adeptów i Miłośników Ekonomii (FAME).
W 2022 grupa senatorów (z Koalicji Obywatelskiej, PPS, PSL i Polski 2050 oraz niezależnych) zgłosiła jej kandydaturę do Rady Polityki Pieniężnej. We wrześniu 2022 Joanna Tyrowicz została wybrana do tego gremium na sześcioletnią kadencję.
Kilka dni po posiedzeniu Rady Polityki Pieniężnej z 5 października 2022 Joanna Tyrowicz na portalu LinkedIn upubliczniła własne stanowisko dotyczące bieżącej sytuacji gospodarczej i poglądów na kierunki polityki pieniężnej, które wykonała w formie poprawek naniesionych na oficjalny komunikat RPP i które określiła jako jej percepcja rzeczywistości z uwagi na ustawowe ograniczenia dotyczące możliwości komentowania posiedzeń rady przez jej członków. Ponadto skrytykowała istniejące w jej ocenie ograniczenia m.in. w dostępie do siedziby NBP oraz w zakresie możliwości konsultacji z ekspertami banku kwestii dotyczących polityki pieniężnej. Publikacja ta spotkała się z krytyką ze strony prezesa NBP Adama Glapińskiego oraz 4 innych członków RPP, którą wyrazili w oficjalnym oświadczeniu z 11 października 2022; przekazali w nim, że nie akceptują działań Joanny Tyrowicz oraz rozważają złożenie zawiadomienia o popełnieniu przestępstwa w związku z potencjalnym naruszeniem przez nią przepisów prawa.

## Wyróżnienia
Wyróżniona Nagrodą Polskiego Towarzystwa Ekonomicznego im. prof. Edwarda Lipińskiego za książkę Histereza bezrobocia w Polsce (2013).